# 内蒙古植物志
《内蒙古植物志》（拉丁文：Flora Innermongolica）是记载中国内蒙古自治区维管植物的植物志。

## 编写情况
1976年成立了《内蒙古植物志》编写组。第一版于1977－1985年陆续出版，共8卷，总共收录维管植物131科、660属、2167种，但由于第二、三、四卷的编写工作完成于1979年内蒙古自治区行政区划调整之前，因此这三卷未能把在1979年前尚不隶属于内蒙古自治区的东四盟（即呼伦贝尔盟，今呼伦贝尔市；兴安盟；哲里木盟，今通辽市；昭乌达盟，今赤峰市）和阿拉善盟的植物种类和分布情况编写在内。
鉴此，在1986－1994年内，又进行了《内蒙古植物志》第二版的编辑工作。第二版共5卷，于1998年全部出版完毕，总共收录野生维管植物134科、681属、2270种及栽培植物70属、172种。到目前为止，是介绍内蒙古植物的最新、最全面的志书。

## 采用系统
和中国大陆大部分地方植物志一样，《内蒙古植物志》的蕨类植物采用1978年秦仁昌系统，裸子植物采用1978年郑万钧系统，被子植物采用1936年恩格勒系统。

## 各卷概况
第二版各卷：
1. 内蒙古植物志编辑委员会. . 内蒙古人民出版社. 1998年4月. ISBN 7-204-04141-0.
2. 内蒙古植物志编辑委员会. . 内蒙古人民出版社. 1991年3月. ISBN 7-204-01369-7.
3. 内蒙古植物志编辑委员会. . 内蒙古人民出版社. 1989年12月. ISBN 7-204-00926-6.
4. 内蒙古植物志编辑委员会. . 内蒙古人民出版社. 1992年12月. ISBN 7-204-02221-1.
5. 内蒙古植物志编辑委员会. . 内蒙古人民出版社. 1994年12月. ISBN 7-204-02678-0.